# Turbófeltöltő

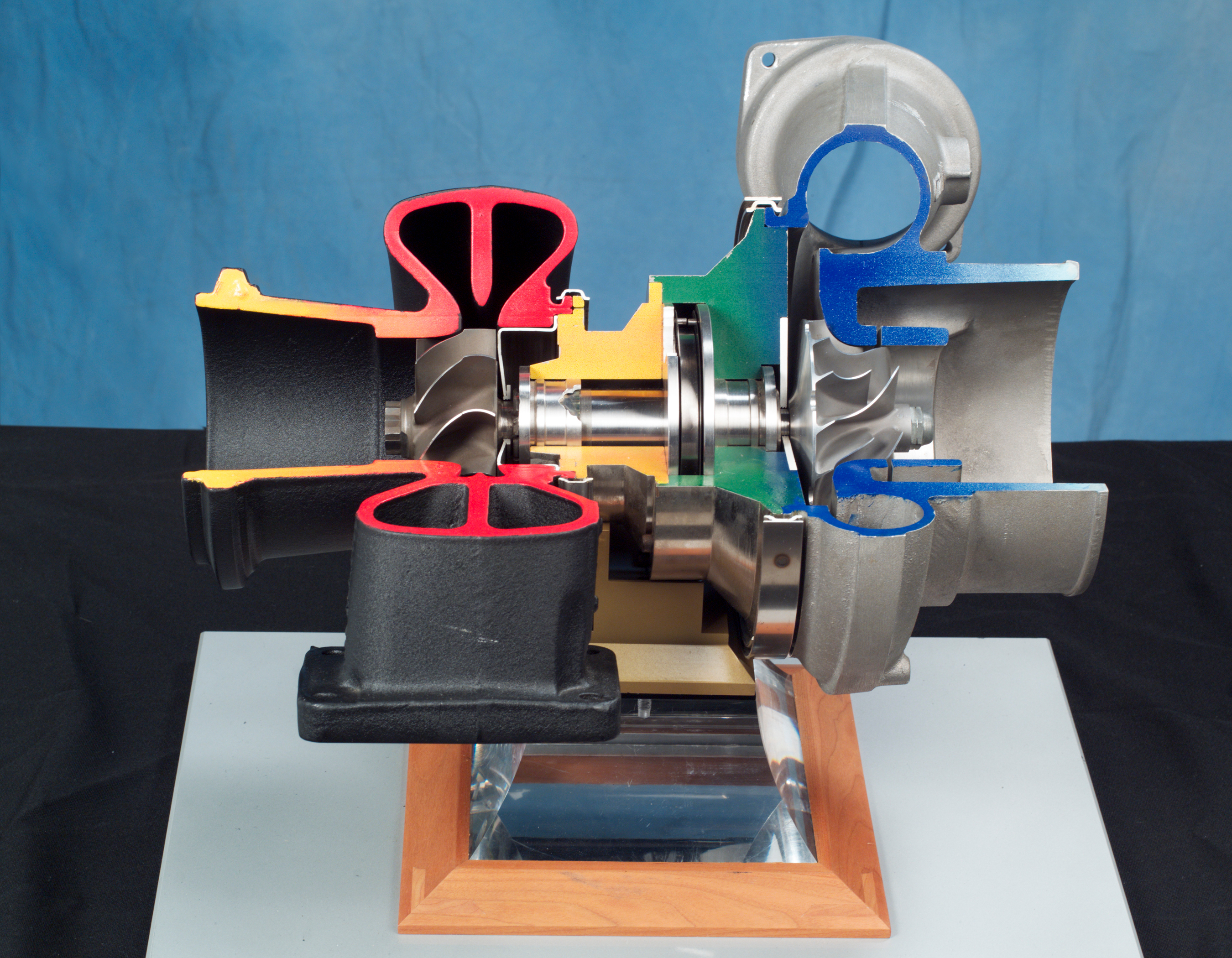
Egy légcsapágyas turbófeltöltő metszete. Piros színnel jelölve a gázturbinarész, kék színnel jelölve a légsűrítő-(kompresszor-)rész.

A turbófeltöltő a belső égésű motoroknál használt feltöltők egyik fajtája, amelyeknél a feltöltő kompresszorát a motor kipufogó gázai működtetik. Elnevezése betűszó, az angol turbine boosted angol kifejezésből származik. Az angol kifejezés azt jelenti, hogy a gépkocsi motorja olyan turbinával van felszerelve, amely energiát von ki a belsőégésű motorból, és ezt az energiát arra használja, hogy a motor levegő- (oxigén-) bevitelét sűrített levegővel (akár hűtésen keresztül menve is) fokozza, és ezzel a motor teljesítményét megnövelje. A teljesítménynövelés során a motor kipufogógázainak energiáját használjuk fel. A motorból a kipufogógáz-vezetéken keresztül távozó nagy sebességű égéstermék hajtja meg a turbófeltöltő gázturbináját, így egyúttal a vele egy tengelyre csapágyazott kompresszort (ugyanolyan, mint a gázturbina-rész, csak ellentétes lapátozással), ami a friss levegőt beszívja és a légkörinél magasabb nyomáson a hengerekhez juttatja. A turbófeltöltő a motor mechanikus részeivel nincs kapcsolatban (ellentétben a mechanikus feltöltéssel, lásd később), de a kipufogóvezetékben megjelenő többletnyomás ellenállásként mutatkozik meg, ami visszahat a motor működésére és teljesítményére. Emiatt a turbófeltöltő teljesítményfelvételének egy része nem csak a motor kipufogási energiájából képződhet.
Maga a turbo kit, a turbótöltő (turbocharger) gyárilag vagy utólag beépített, több részből (például hűtő, vezeték stb.) álló autóalkatrész-készlet. Az utólagos beépítésre az ad ösztönzést, hogy a gépkocsik gyárilag „le vannak butítva”, átalakítás nélkül mintegy 80%-át használják ki a bennük lévő erőnek. Az átalakítással azonban (a garanciális időn belül) rendszerint a tulajdonos elveszíti a gépkocsi garanciáját, a gyártó szavatosságát, maga az átalakítás pedig a gyártó szemszögéből visszaélésnek számít, hacsak a gyártó (ill. gyári szerviz) nem járul hozzá az illető típusú motornál.
Turbófeltöltős autó beszerzésének legbiztosabb módja, ha eleve turbófeltöltővel készült típust veszünk, vagy olyat, amelyikhez opcióként turbófeltöltő is kapható.

## Turbófeltöltő működése
A szerkezet célja az, hogy a belső égésű motor teljesítményét azonos hengerűrtartalom mellett növeljük, vagy hatásfokát a kipufogó gázok energiájának további felhasználásával növeljük. A teljesítménynövelés egyik legegyszerűbb módja ez, mindemellett alkalmazásával változik a motorkarakterisztika, csökken(het) a motor élettartama (szakszerűtlen használat mellett, vagy erre kevésbé alkalmas motortípus mellett), a fogyasztás pedig gázállás arányában nő (több üzemanyag képes elégni a többletlevegő által), ha kihasználjuk a keletkezett teljesítménynövelési lehetőséget. Egyébként egy átlagos belsőégésű motor bevezetett hőjének kb. 1/3-a alakul át hasznos munkává, 1/3-a vízhűtéssel, és 1/3-a a kipufogó gázokkal távozik, amit a korszerű motorokban igyekeznek csökkenteni.
A turbótöltő lényegében egy közös munkatengelyre helyezett turbina és egy radiális lapátozású centrifugális kompresszor. Használata során a motorból érkező kipufogógáz a turbinán keresztülhaladva igen magas (100000-270000 1/min) fordulatszámot eredményez a munkatengelyen, ami meghajtja a kompresszort. A kompresszoron keresztül történik a belső égésű motor levegőszállítása, ami immáron sokkal nagyobb mennyiségben és nyomáson áll rendelkezésre. A feltöltőben történő nyomásnövelés során a fizikai gáztörvényeknek megfelelően az azon áthaladt levegő hőfoka jelentős mértékben emelkedik (ami rontja a feltöltés hatásfokát), így mielőtt az még belépne az égéstérbe, sok esetben hőcserélő (intercooler) segítségével visszahűtik azt, így egységnyi térfogatban több oxigént tudnak bejuttatni az égéstérbe. Ezzel a fogyasztáscsökkentési céllal alkalmazott turbófeltöltő az eredeti motor hengertérfogatának csökkentését is lehetővé teszi (angolul downsizing). A motorgyártási trend azt mutatja, hogy a hengerek számát a fogyasztás csökkentése érdekében csökkentik, de ezzel a változatlan tömegű kocsi gyorsulása csökkenne, ezért (és a hatásfok javítása érdekében) turbófeltöltővel látják el.
A turbófeltöltő hátránya, hogy a motor főtengelye és a turbótengely között nincs mechanikus kapcsolat, így a gázadásra bizonyos késleltetéssel reagál, ez az ún. "turbólyuk" jelenség. Kiküszöbölésére ún. "iker-turbót" szoktak beépíteni a V-elrendezésű vagy 6 henger feletti soros motorokba, hogy a két kisebb méretű feltöltő csekélyebb tehetetlensége révén fürgébben reagáljon a gázadásra. A másik megoldás, hogy változó geometriájú turbót építenek be, mely alacsonyabb motorfordulaton is viszonylag hamar felpörög.
A turbófeltöltő segítségével rendkívüli teljesítménynövekedést lehet elérni: az 1980-as évek közepén a legjobb Formula–1-es istállók a versenyautók mindössze 1500 cm³ hengerűrtartalmú turbómotorjából az időmérő edzésen akár 1400-1500 lóerő teljesítményt is ki tudtak préselni – a motorblokkok élettartama azonban alig haladta meg az egy versenyt. A Formula–1-es versenyen 2014-től 1,6 literes motorokat alkalmaznak, V6 elrendezéssel, turbo-kompaund feltöltéssel, és KERS fékenergia-hasznosítással, az eddigi V8-as, 2,4 literes motorok helyett.
A hosszú élettartam érdekében a turbóval szerelt motorok kezelése bizonyos gondosságot igényel. Az ilyen személygépkocsiknál nagysebességű haladás után megállva nem szabad rögtön leállítani a motort, általában 30-60 másodperc alapjárat szükséges, hogy a turbó forgórésze visszahűlhessen, ellenkező esetben az élettartam megrövidül, sőt a turbó besülése vagy törése is előfordulhat.
A modern jármű-dízelmotorok esetében a turbófeltöltés alkalmazása manapság alapkövetelménynek számít. Ezeket az erőforrásokat az öngyulladásos működési elvükből következően eleve masszívabb motorblokkal építik, így a turbó biztosította nagyobb töltőnyomást károsodás nélkül elviselik. A turbófeltöltés segít a dízelekre jellemző alacsony teljesítmény/tömeg arány javításában és a többletlevegő az égés tökéletességét, így a károsanyag-kibocsátást is javítja.

## Turbófeltöltő és hatásfokjavítás
A belsőégésű motor kipufogógázainak hőjéből egy részt a turbófeltöltő mechanikai munkával, a beszívott égéslevegő nyomásnövelésére fordít. Ezáltal a kipufogógáz jobban lehűl, a motor hatásfoka (a teljesítménynövekedéstől függetlenül is) növekszik. A turbófeltöltő azonban az autó üzemétől függően nem mindig a megfelelő időben jár, ill. áll, ez többletnyomásként jelentkezik a beszívott levegőnél, amit külön elektromos generátorral (mint a fékenergiát) el lehet tárolni akkumulátorokban. Ezt az eljárást alkalmazzák 2014 óta a Formula–1-es autókban, amivel a turbo-hibrid V6-os motor hatásfoka 35-40%-ra nő.

## Kapcsolódó szócikk
- Mechanikus feltöltő